# Aiuto, ho ristretto la prof!
Aiuto, ho ristretto la prof! (Hilfe, ich hab meine Lehrerin geschrumpft) è un film del 2015 diretto da Sven Unterwaldt.

## Trama
Felix è un bambino di 11 anni che vive in Germania insieme al padre (mentre la madre lavora negli Stati Uniti come ricercatrice) e ha il sogno di diventare, in futuro, un pilota. Tuttavia, per poter fare in modo che la madre non sia costretta a trasferirsi, Felix deve assolutamente essere ammesso in una scuola; il compito si rivelerà però più arduo del previsto, a causa della severità della direttrice Schmitt-Gössenwein. Il primo giorno del protagonista nella nuova scuola è un disastro: la direttrice, infatti, sembra molto orientata verso la non ammissione di Felix, il quale non riesce a risolvere un esercizio di geometria alla lavagna; inoltre il comportamento di Mario, Chris e Robert lo spaventa. Solamente Ella riesce a confortare Felix, iniziando a stringerci amicizia. La sera dello stesso giorno, quest'ultimo accetta una prova di coraggio lanciatagli da Mario ed entra nella scuola in piena notte, venendo però scoperto ed espulso dalla direttrice.
Tuttavia, mentre la professoressa sta per notificare il provvedimento al ragazzo, quest'ultima viene rimpicciolita da Otto Leonard, fantasma della scuola, tramite una pallina di legno. Felix, deluso, torna a casa e racconta al padre della sua apparente espulsione, non accorgendosi che la direttrice, dopo il rimpicciolimento, si è ritrovata nel suo zaino ed è anche lei in casa. Il giorno dopo, nel quale è previsto un compito di matematica, Felix chiede alla professoressa di aiutarlo. Inizialmente riceve un rifiuto, tuttavia, poiché il protagonista afferma che lui non l'avrebbe aiutata a tornare grande se lei non gli avesse dato una mano nella verifica, alla fine però cambia idea e riesce a fargli prendere una sufficienza (la migliore è però Ella con un 8). Durante la verifica, Mario sfida Felix ad una seconda prova di coraggio, consistente nel fare anche il compito dello stesso Mario oltre al suo; tuttavia la prova fallisce miseramente, poiché il voto finale di Mario risulta essere un 5. Lo stesso giorno, mentre Felix viaggia con il suo skateboard e la professoressa all'interno del suo astuccio, il ragazzo cade e i colori macchiano il vestito della professoressa.
Felix è così costretto a recarsi in un negozio di bambole alla ricerca di vestiti della nuova taglia della direttrice, ma viene seguito da Ella, che scopre la bizzarra storia. I tre, quella sera, tornano alla scuola per prendere la sfera che ha rimpicciolito la professoressa, per poi recarsi a casa di quest'ultima con lo scopo di studiarne il segreto: si tratta di un oracolo di Otto Leonard, il quale racconta di non essere stato trattato molto bene dalla precedente direttrice e di volersi vendicare. La professoressa Schmitt-Gossenwein, rendendosi conto dei suoi errori nei confronti degli studenti, si scusa con Felix ed Ella e decide di ammettere il ragazzo alla scuola; tuttavia, la penna è troppo grande e la firma non viene bene. Il giorno dopo Mario scopre il suo 5 e incolpa Felix, portandogli via la professoressa e torturandola una volta giunto a casa; tuttavia Felix ed Ella, con un piano geniale, entrano in casa di Mario (chiudendo fuori quest'ultimo) e se la riprendono, giungendo a scuola appena in tempo per la riunione che ne decreterà la chiusura.
Felix, mentre la riunione è sul punto di concludersi con l'esito temuto, fa irruzione dichiarando di essere stato ammesso alla scuola; tuttavia il padre di Mario ritiene che il bambino abbia tentato di imitare la firma della professoressa (mal riuscita, in realtà, a causa delle sue ridotte dimensioni) e gli dice che la professoressa ha già fatto richiesta per entrare nel Provveditorato. Felix abbocca e, credendo che la direttrice lo abbia sfruttato, abbandona Ella e se ne va a casa molto arrabbiato. Il padre di Mario, dopo essere uscito dalla stanza della riunione, viene rimpicciolito e finisce, insieme alla direttrice, nei sotterranei della scuola, dove si rendono conto che la loro vita è in pericolo. Ella va a cercarli, ma viene catturata da Mario, Chris e Robert. Nel frattempo Felix, durante una videochiamata di famiglia, si rende conto del suo errore e torna di corsa a scuola in aiuto di Ella.
Qui la ragazza fa capire a Chris e Robert che Mario li ha traditi, facendo loro ascoltare una registrazione ottenuta quella mattina a casa del ragazzo; i due si schierano dalla parte di Felix ed Ella. Nel frattempo, la vita della direttrice e del padre di Mario è in pericolo, poiché un gatto è in agguato e, inoltre, l'accendino dell'ispettore ha procurato un incendio. I cinque bambini, dopo aver risolto gli enigmi della Stanza della Geografia (con qualche difficoltà da parte di Chris e Robert, che sbagliano una risposta) e di quella della Matematica (grazie soprattutto a Felix e alla sua guida), arrivano appena in tempo, spengono l'incendio e salvano la professoressa e l'ispettore. In seguito, i due ritornano alle dimensioni originali dopo aver promesso di non far più chiudere la scuola. Alla cerimonia finale, Felix viene ammesso alla scuola, sotto lo sguardo felicissimo dei suoi genitori e della direttrice.

## Personaggi
- Felix: è un bambino di 11 anni, ed è il protagonista maschile della storia. Caratterialmente, tende ad essere buono e socievole. Inizialmente molto timoroso nei confronti della sua direttrice, cambierà opinione durante l'avventura. Vuole molto bene ai suoi genitori, e nel corso della storia fa amicizia con la sua compagna di classe Ella. Il suo sogno è quello di diventare un pilota.
- Ella: compagna di classe di Felix, caratterialmente molto simile a quest'ultimo, col quale stringe amicizia fin dall'inizio. Il suo contributo si rivela molto importante per il lieto fine, soprattutto grazie alla sua grande intelligenza, curiosità e astuzia.
- Direttrice Schmitt-Gössenwein: è la severa professoressa di matematica della scuola, protagonista femminile della storia. Inizialmente non vede di buon occhio Felix ed è sul punto di non ammetterlo alla scuola; tuttavia, quando verrà rimpicciolita, il rapporto tra i due migliorerà progressivamente, portando, rispettivamente, al suo salvataggio da morte certa (cui farà seguito il ritorno della professoressa al suo aspetto originale) e all'ammissione del protagonista alla scuola.
- Mario: coetaneo di Felix ed Ella, è uno degli antagonisti della storia, in quanto supporta il padre (ispettore) nel suo intento di far chiudere la scuola per crearne una d'élite. Alla fine, vedendo il padre in serio pericolo di vita, si alleerà con Felix ed Ella e si scuserà con i suoi amici Chris e Robert, alleatisi a loro volta con Felix ed Ella, per averli traditi.
- Genitori di Felix: hanno un ruolo secondario nella storia; il padre vive in Germania col figlio, lavorando da casa, mentre la madre è ricercatrice negli Stati Uniti. Nonostante la distanza, i familiari si tengono in contatto ogni giorno tramite video-chiamate al computer. Il loro rapporto reciproco si dimostra essere molto solido e affettivo, così come quello di entrambi col figlio. I tre si ricongiungeranno alla fine, durante la cerimonia di ammissione di Felix alla scuola.
- Padre di Mario: è l'ispettore scolastico, ed è il principale antagonista della storia. Vuole far chiudere la scuola per sostituirla con una d'élite, ma, al termine della riunione in cui viene ufficializzata tale decisione, viene rimpicciolito come la direttrice e rischia la morte insieme a quest'ultima. Salvato da Felix, Ella, Mario e da Chris e Robert (due ragazzi inizialmente molto amici di quest'ultimo), tornerà poi alle dimensioni originali dopo aver promesso al fantasma di Otto Leonard di non chiudere più la scuola.
- Otto Leonard: è il fantasma che infesta la scuola. Durante la storia, si scoprirà che la direttrice è rimpicciolita proprio grazie a un incantesimo del fantasma tramite una sfera magica, nella quale è rivelato il motivo della sua vendetta. Alla fine rimpicciolisce anche l'ispettore, in quanto quest'ultimo vuole chiudere la scuola; tuttavia entrambi torneranno grandi dopo aver imparato dai loro errori.
- Chris e Robert: sono due coetanei dei protagonisti. Amici di Mario per la maggior parte del film, lo abbandonano verso la fine, dopo aver scoperto il tradimento dell'amico nei loro confronti, alleandosi con Felix ed Ella. Tuttavia, Mario, dopo aver visto il padre in pericolo, si scuserà e si unirà al gruppo nel tentativo di salvare il genitore e la direttrice e di farlo tornare alle loro dimensioni originali.

## Riconoscimenti
| - 2015 – Premio Bambi - Miglior film commedia - Vincitore per la miglior recitazione in un film commedia a Otto Waalkes | - 2017 – Austrian Film Award - Miglior scenografia - Candidata per la migliore scenografia a Alexandra Maringer |

## Sequel
Nel 2018 uscì il primo sequel Aiuto, ho ristretto mamma e papà!, il secondo sequel Aiuto, ho ristretto i miei amici! venne distribuito nel 2021.